# 鲍勃·伍德沃德
羅伯特·厄普舍·伍德沃德（英語：Robert Upshur Woodward，1943年3月26日—），美國記者，是揭穿水門事件醜聞的兩名《華盛頓郵報》記者之一，亦普及了該報標語“民主死於黑暗”。
伍德沃德出生于美国伊利诺伊州。1965年，从耶鲁大学毕业后进入美国海军服役。1970年退役后进入《华盛顿邮报》成为了一名实习记者，从而开始了他的记者生涯。
1972年，鲍勃·伍德沃德与另一名记者卡尔·伯恩斯坦通过其内线「深喉」（即马克·费尔特）的情报及协助，率先披露了水门事件丑闻，从而迫使总统尼克松下台，名噪新闻界。两人也因此获得了1973年的普利策新闻奖，隨後他們把經過合集成書本《總統的人馬》（All the President's Men），在1974年出版。有關此事件，兩人還合著了另外兩本書：第一本是《最後的日子》（The Final Days），有關尼克遜下台前的日子，在1976年出版；第二本是在「深喉」的身分於2005年曝光後出版，名為The Secret Man。
除了给报纸供稿外，伍德沃德也先后独立撰写和与人合作出版过十几部政治题材的著作。

## 相關影視形象
- 1976年電影《驚天大陰謀》，由羅拔·烈福飾演鲍勃·伍德沃德。
- 2017年電影《推倒白宮的男人》，由儒利安·莫里斯飾演鲍勃·伍德沃德。

## 著作
- 《總統的人馬》（All the President's Men，1974）
- 《最後的日子》（The Final Days，1976）
- 《法官们》（The Brethren，1979）
- 《窃听》（Wired，1984）
- 《帷幕》（Veil，1987）
- 《指挥官》（The Commanders，1991）
- 《议程》（The Agenda，1994）
- 《选择》（The Choice，1996）
- 《陰影》（Shadow，1999）
- Maestro, 2000, ISBN 0743204123 －有關艾伦·格林斯潘
- 《战争中的布什》（Bush at War，2002）
- 《进攻计划》（Plan of Attack，2004）
- The Secret Man, 2005
- State of Denial: Bush at War, Part III, 2006
- The War Within: A Secret White House History (2006–2008), 2008, ISBN 1-4165-5897-7
- Obama's Wars (2010), ISBN 978-1439172490
- The Price of Politics (2012), ISBN 978-1451651119
- The Last of the President's Men (2015), ISBN 978-1501116445
- 《恐懼：川普入主白宮》（Fear: Trump in the White House, 2018), ISBN 978-1-5011-7551-0
- 《憤怒》 （Rage, 2020),[1]ISBN 978-1982131739
- 《危险》（Peril, 2021），与罗伯特·科斯塔（英语：Robert Costa (journalist)）合著[2]

## 外部連結
- 官方网站
- NNDB （页面存档备份，存于）
- The Clash of Paradigms Articles About Ombudsmanship
- 《華盛頓郵報》生平 （页面存档备份，存于）
- 《GQ》訪問
- Ubben Lecture at DePauw University （页面存档备份，存于）
- Biography of Bob Woodward and Carl Bernstein
- Woodward and Bernstein papers at the Harry Ransom Center
- Woodward and Bernstein online exhibition at the Harry Ransom Center